# لوسیا فرسکو
لوسیا فرسکو (انگلیسی: Lucía Fresco؛ زادهٔ ۱۴ مهٔ ۱۹۹۱) بازیکن والیبال اهل آرژانتین است.